# Campionati europei di canoa slalom 1998
I Campionati europei di canoa slalom 1998 sono stati la 2ª edizione della competizione continentale. Si sono svolti a Roudnice nad Labem, in Repubblica Ceca, dal 18 al 23 agosto 1998.

## Medagliere
| Pos.   | Paese         | Oro | Argento | Bronzo | Totale |
| ------ | ------------- | --- | ------- | ------ | ------ |
| 1      | Rep. Ceca     | 3   | 3       | 1      | 7      |
| 2      | Slovacchia    | 3   | 2       | 1      | 6      |
| 3      | Germania      | 1   | 2       | 1      | 4      |
| 4      | Gran Bretagna | 1   | 1       | 2      | 4      |
| 5      | Francia       | 0   | 0       | 1      | 1      |
| 5      | Slovenia      | 0   | 0       | 1      | 1      |
| 5      | Svizzera      | 0   | 0       | 1      | 1      |
| Totale | Totale        | 8   | 8       | 8      | 24     |

## Podi

### Uomini
| Evento              | Oro | Punti  | Argento                                                                                                  | Punti  | Bronzo | Punti  |
| Canoa C-1           | David Jančar                                                                                              | 194,91 | Michal Martikán                                                                                          | 195,87 | Lukáš Pollert                                                                                                   | 196,64 |
| Canoa C-1 a squadre | Slovacchia Michal Martikán Juraj Ontko Juraj Minčík                                                       | 116,43 | Germania Stefan Pfannmöller Nico Bettge Martin Lang                                                      | 118,93 | Gran Bretagna Stuart McIntosh Mark Delaney Robert Turner                                                        | 119,45 |
| Canoa C-2           | Slovacchia Pavol Hochschorner Peter Hochschorner                                                          | 211,60 | Rep. Ceca Jaroslav Volf Ondřej Štěpánek                                                                  | 211,66 | Slovacchia Milan Kubáň Marián Olejník                                                                           | 213,99 |
| Canoa C-2 a squadre | Rep. Ceca Petr Štercl / Pavel Štercl Jaroslav Pospíšil / Jaroslav Pollert Jaroslav Volf / Ondřej Štěpánek | 128,35 | Slovacchia Milan Kubáň / Marián Olejník Roman Štrba / Roman Vajs Pavol Hochschorner / Peter Hochschorner | 129,06 | Francia Éric Biau / Bertrand Daille Philippe Quémerais / Yann Le Pennec Alexandre Lauvergne / Nathanael Fouquet | 132,87 |
| Kayak K-1           | Paul Ratcliffe                                                                                            | 180,86 | Thomas Becker                                                                                            | 184,02 | Andrew Raspin                                                                                                   | 188,20 |
| Kayak K-1 a squadre | Germania Thomas Becker Ralf Schaberg Thomas Schmidt                                                       | 110,84 | Rep. Ceca Ondřej Raab Jiří Prskavec Vojtěch Bareš                                                        | 111.15 | Slovenia Andraž Vehovar Fedja Marušič Uroš Kodelja                                                              | 111,87 |

### Donne
| Evento              | Oro                                                            | Punti  | Argento                                                    | Punti  | Bronzo                                             | Punti  |
| Kayak K-1           | Elena Kaliská                                                  | 204,12 | Štěpánka Hilgertová                                        | 205,85 | Sandra Friedli                                     | 215,40 |
| Kayak K-1 a squadre | Rep. Ceca Štěpánka Hilgertová Irena Pavelková Marcela Sadilová | 131,53 | Gran Bretagna Rachel Crosbee Laura Blakeman Heather Corrie | 137,06 | Germania Kordula Striepecke Evi Huss Mandy Planert | 137,86 |